# Groszowice

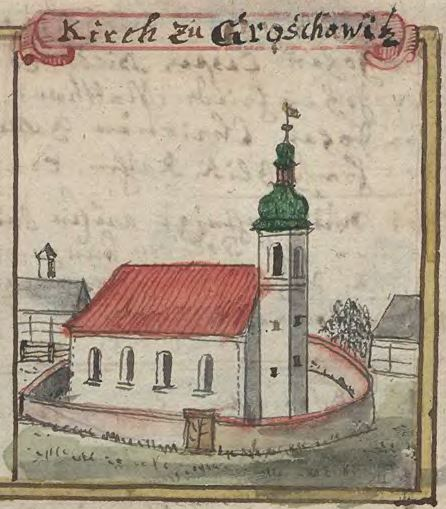
Dawna rycina kościoła w Groszowicach

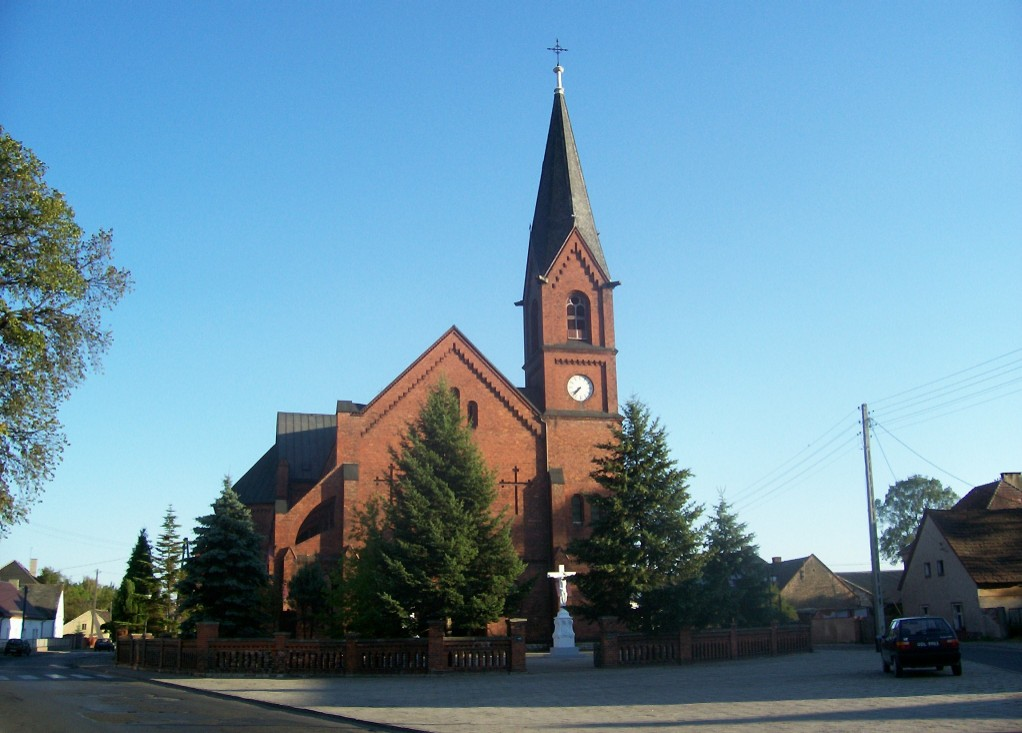
Kościół św. Katarzyny Aleksandryjskiej

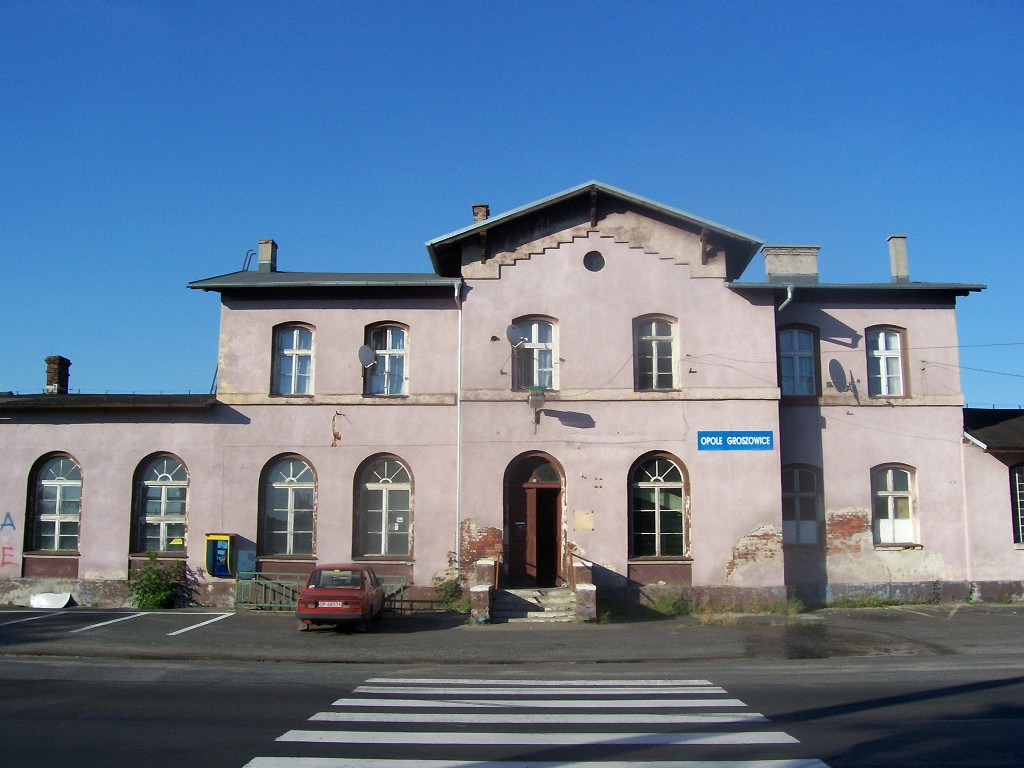
Stacja Kolejowa Opole-Groszowice

Groszowice (niem. Groschowitz) – część Opola. Wieś datowana na ponad 800 lat, niegdyś gmina do której należały sąsiednie wioski, posiadała rynek oraz budynek urzędu. Obecnie zamieszkiwane przez ponad 3200 mieszkańców. W latach 1956–1964 było osiedlem miejskim, włączonym 1 stycznia 1965 do Opola. Na przełomie lat 80. i 90. XX w. na pograniczu Groszowic oraz Grotowic z „wielkiej płyty” zbudowane zostało osiedle Metalchem, obecnie zamieszkiwane przez ok. 2500 osób. Wybudowanie osiedla wiązało się z powstaniem dużych zakładów przemysłowych Metalchem. Niegdyś Groszowice były znane w Europie z jednej z najstarszych cementowni – zakładu działającego w latach 1872–1999 pod nazwą „Cementownia Groszowice”.

## Historia miejscowości
Na terenie obecnych Groszowic wielokrotnie prowadzono badania archeologiczne. W 1963 roku w wyniku badań Zakładu Archeologii Śląska PAN we Wrocławiu odkryto pozostałości osady produkcyjnej z IV/V w n.e. W Muzeum Wsi Opolskiej znajduje się kilkaset obiektów z wykopalisk z lat 20. XX w. w ciałopalnych cmentarzyskach kultury łużyckiej w Groszowicach.
Groszowice wzmiankowane były już w 1236 r. jako Grossoviz lub Grossouicz. Nazwa pochodzi od imienia Grosz będącego skróceniem imienia Grodzisław. Wieś ta leżała pomiędzy Nową Wsią Królewską a Grotowicami.
Uroczyste obchody 700-lecia Groszowic odbyły się 18.08.1936 na stadionie w Groszowicach. W latach 30. XX w historię Groszowic spisał burmistrz Leo Kowohl. W 1937 roku ówczesny organista oraz rektor tutejszej szkoły Heinrich Moecke, zebrał materiały i napisał Kronikę Groszowic. W latach 1945–1954 siedziba gminy Groszowice. W latach 1954–1955 wieś należała i była siedzibą władz gromady Groszowice. W latach 1956–1964 osiedle, a od 1965 część Opola.
31 grudnia 1959 r. do Groszowic włączono kolonię Malina ze zniesionej gromady Malina w tymże powiecie.
W ostatniej ćwierćwieczu XX w. na pograniczu Groszowic i Grotowic powstało osiedle mieszkalne oraz zakłady Metalchem.

## Transport
Groszowice leżą nad rzeką Odra. Zlokalizowany jest tu próg wodny – jaz, oraz Śluza Groszowice, przez którą odbywa się transport wodny. Z centrum Opola do Groszowic można dostać się autobusami MZK linii nr 7, 8, 12, 14, N2; autobusami PKS w kierunku Krapkowice (Otmęt), Głubczyce; pociągiem Regio (następna stacja po Opolu Głównym, 4 min.) w kierunku Strzelce Opolskie, Gliwice, Kędzierzyn-Koźle, Racibórz. Dworzec PKP Groszowice wraz z bocznicami kolejowymi stanowią ważny węzeł transportu kolejowego towarowego, w przeszłości również osobowego. Biegnie tędy drogowa trasa wojewódzka 423.

### Kolej w Groszowicach
W roku 1836 nastąpiła inicjatywa budowy Kolei Górnośląskiej z Wrocławia na Górny Śląsk ku granicy austriackiej, a w roku 1839 uzyskano koncesję na budowę linii kolejowej łączącej Górny Śląsk z Wrocławiem przez Towarzystwo Kolei Górnośląskiej i wytyczono trasę tej kolei od Wrocławia przez Opole – Koźle – Gliwice do Mysłowic na granicy zaborów pruskiego i austriackiego. Siedem lat później, w roku 1846 ukończono budowę Kolei Górnośląskiej z Wrocławia do Mysłowic. Od tej pory kolej systematycznie modernizowano, zwiększała się liczba przewozów zarówno pasażerskich, jak i towarowych. Już po II wojnie światowej, w roku 1960 oddano do eksploatacji zelektryfikowane połączenie Gliwice – Opole – Wrocław. W latach dziewięćdziesiątych XX wieku zaczęła drastycznie maleć ilość przewozów koleją. Nastąpiła również restrukturyzacja PKP. Wiele obiektów kolejowych straciło znaczenie i zaczęło zamieniać się w ruinę. Tak też się stało w Groszowicach. Zamknięto wagonownię, niepotrzebna stała się infrastruktura w postaci wież ciśnień czy innych urządzeń, a także stołówki pracowniczej.

## Obiekty na terenie dzielnicy
Znajdują się tu:

- Przedszkole Publiczne nr 22 „Bajkowa rodzina”,
- Publiczna Szkoła Podstawowa Nr 24 im. Przyjaźni Narodów Świata,
- Boisko „Orlik” przy PSP 24,
- Miejska Biblioteka Publiczna filia nr 10,
- Klub sportowy, sekcja piłki nożnej: Ludowy Klub Sportowy Groszmal Opole,
- Instytut Ceramiki i Materiałów Budowlanych,
- Wojewódzkie Przedsiębiorstwo Dróg i Mostów,
- Archiwum Państwowe,
- Izba Wytrzeźwień Opole,
- Filia Miejskiego Ośrodka Pomocy Społecznej,
- parafia św. Katarzyny Aleksandryjskiej,
- hotel i restauracja Villa Park,
- hotel i restauracja Arkadia,
- śluza na Odrze,
- stacja kolejowa PKP Opole Groszowice,
- stacja energetyczna Elektrowni Opole,
- elektrownia wodna na Odrze,
- stacja paliw,
- Urząd pocztowy Opole 10,
- siedziba Polskiego Związku Hodowców Gołębi Pocztowych,
- Zakład Przetwórstwa Mięsnego,
- składowisko popiołów Elektrowni Opole,
- zakład komunalny – miejskie wysypisko śmieci,
- sortownia odpadów komunalnych,
- wiele gospodarstw rolnych
- wiele przedsiębiorstw i mniejszych zakładów produkcyjnych, usługowych oraz handlowych

### Cementownia Groszowice

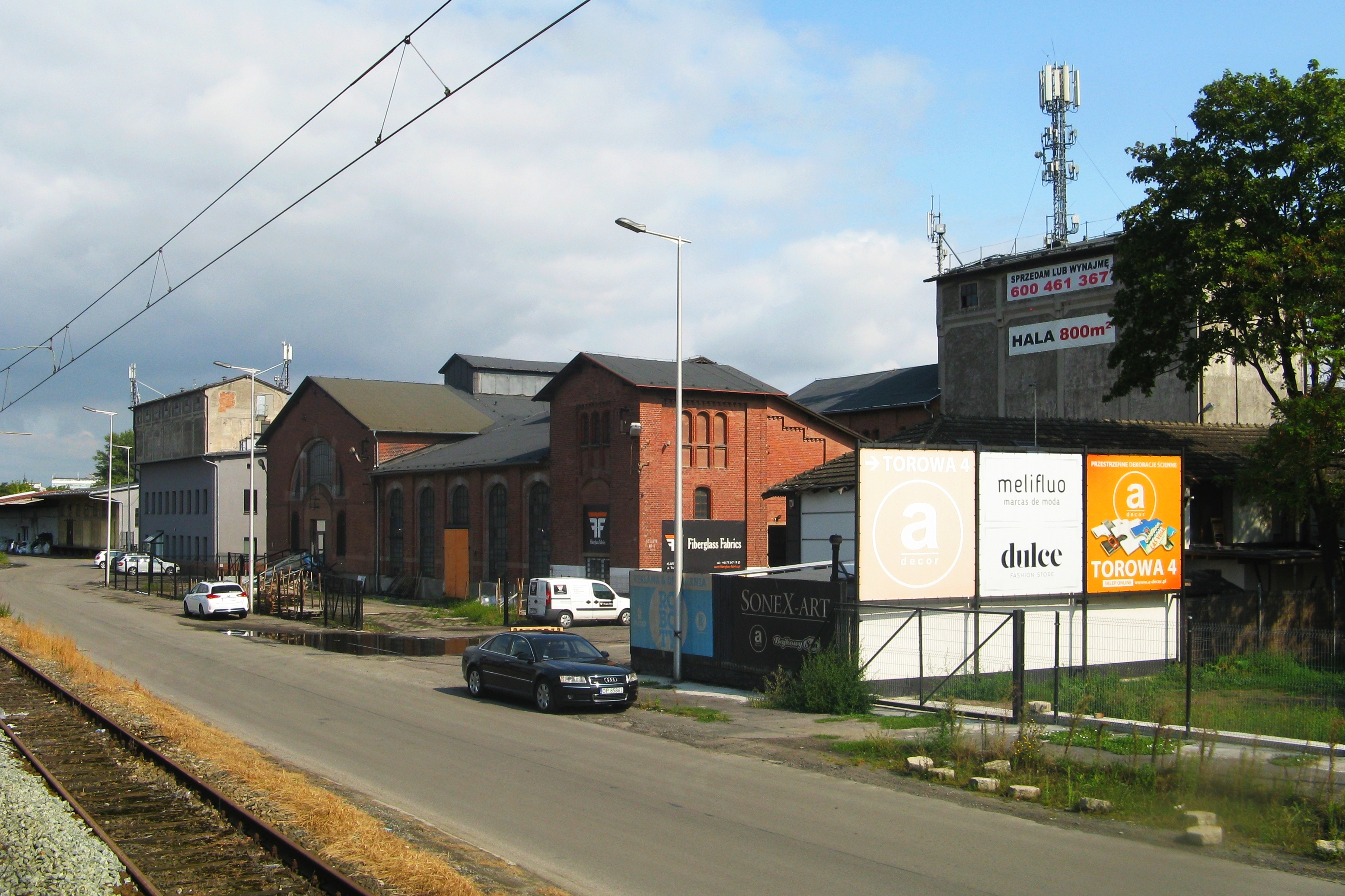
Zabudowania dawnej cementowni Giesel przy ul. Torowej 4 (2018)

Historia cementowni sięga roku 1872, kiedy to opolski przedsiębiorca – Wattenberger – wybudował tu fabrykę cementu o wydajności 8500 ton, a rok później drugą o wydajności 11 300 ton. Trudności finansowe spowodowały, że w roku 1875 zakład został przejęty przez spółkę Groschowitzer Actiengesellschaft fur Portland Cement Fabrikation. Jej prezesami do 1925 roku byli bracia Prądzyńscy: Konstanty i Ferdynand.
W 1884 roku wybudowano następną fabrykę, a cementownia weszła w skład nowej spółki – Schlesische Aktien Gesellschaft fur Portland Cement Fabrikation zu Groschowitz bei Oppeln.
W 1906 roku wzniesiono czwarty zakład (wydajność 350 ton na dobę), a 4 lata później zrezygnowano z produkcji w trzech poprzednich i w miejscu fabryki nr 2 zbudowano nową – z piecem obrotowym na metodę mokrą – o wydajności 150 ton na dobę. Jednocześnie zainstalowano 2 młyny węgla i surowca.
W roku 1926 cementownia weszła w skład spółki Schlesiche Portland Zement-Industrie A.G. Oppeln. Dwa lata później wybudowano 2 obrotowe piecie o wydajności 200 ton/dobę każdy.
W roku 1936 przystąpiono do dalszej rozbudowy stawiając piec obrotowy o wydajności 280 ton/dobę, z wieżą rekuperacyjną, którą w 1938 r. zastąpiono wtryskiem szlamu. Zbudowanie wieży rekuperacyjnych na dwóch pracujących już piecach, spowodowało zmniejszenie zużycia węgla i wzrost wydajności o 40 ton na każdy piec. Wybudowano także młyn surowca cementu oraz młyn susząco-mielący węgla. Po rozbudowie cementownia osiągnęła zdolność produkcyjną 310 ton. W 1941 r. zakład znalazł się w składzie koncernu Verenigte Ost und Mitteldeutsche Zement Aktiengesellschaft.
W styczniu 1945 r. wojska radzieckie przystąpiły do demontażu maszyn i urządzeń, jednak w niejasnych okolicznościach gotowy do odjazdu pociąg z wyposażeniem cementowni nie wyruszył na wschód. Po objęciu zakładu przez administrację polską zdecydowano o szybkim odbudowaniu obiektu, uruchamiając już w grudniu 1945 roku pierwszy piec. W latach 1951–1957 postawiono kolejny piec (firmy Schmidt) o wydajności 600 ton/dobę, zwiększając tym samym produkcję cementu o kolejne 120 tys. ton/rok oraz uruchomiono wydział produkcji tlenku glinu z prażalnikiem i turbokompresorami osiągając wydajność 4 tys. ton/rok. W okresie 1969–1974 zakład wyposażono w elektrofiltry, koncentrator pieca nr 3 i nowy dział węglowy. Zmodernizowano również linię tlenku glinu.
W latach 1945–1984 cementownia Groszowice wyprodukowała 16.016 tys. ton cementu, osiągając szczytową produkcję w roku 1973 w ilości 509 tys. ton. W roku 1997 zakład został przejęty przez cementownię Górażdże. Rok później podjęto decyzję o jego zamknięciu.
Do roku 1968 cementownia dysponowała własną elektrownią, a wytwarzana energia elektryczna wykorzystywana była na własne potrzeby, na potrzeby pozostałych cementowni (Bolko, Grundmann, Giesel, Opole-Miasto, Pringsheim, Odra, Silesia oraz Wróblin), jak i mieszkańców Opola. Do dzisiaj EnergiaPro Opole korzysta z sieci elektrycznej którą wybudowano na potrzeby groszowickiej elektrowni.

### Kościół św. Katarzyny Aleksandryjskiej
Wiadomo, że już w 1400 roku w Groszowicach istniała parafia; z 1447 roku pochodzi wzmianka w rejestrze świętopietrza. Przed reformacją parafia należała do archiprezbiratu strzeleckiego, po reformacji do opolskiego, w tym również do kapituły kolegiackiej w Opolu. Obecny neoromański kościół został wybudowany w latach 1880–1883.
Parafia w Groszowicach zmniejszała w ciągu historii swój zasięg: w 1980 roku wyłączono z parafii Grudzice, w 1983 Malinę, natomiast w 2009 odłączono Metalchem wraz z Grotowicami. W osiedlu Metalchem od 2009 roku proboszczem nowej parafii Chrystusa Króla jest ks. Marcin Jakubczyk.

## Osoby związane z Groszowicami
- Franciszek Ksawery Rudzki (1866–1945) – długoletni proboszcz i działacz społeczny
- Wiktor Gorzołka (1908–1944) – przywódca polskiej młodzieży na Śląsku Opolskim, redaktor dwutygodnika Związku Polaków w Niemczech „Słowo Śląskie”
- Marian Czura, polsko-niemiecki malarz i reżyser
- urodził się niemiecki budowniczy Robert Zimmermann